# Radana vas
Radana vas je naselje v Občini Zreče.